# Mesochelidura apfelbecki
Mesochelidura apfelbecki (Syn. Chelidura carpathica) ist eine kaum erforschte Art der zu den Insekten gehörenden Ohrwürmer. Die Art lebt in Bosnien und Herzegowina, Rumänien und Griechenland.

## Merkmale
Die Körperlänge beträgt einschließlich der Zangen in beiden Geschlechtern 12–16 mm. Die Färbung ist einfarbig dunkel rötlichbraun. Der Kopf ist breit, etwas länger als breit und mit nur schwach ausgeprägten postfrontalen und coronalen Nähten. Der Kopfhinterrand ist in der Mitte konkav, die Augen sind klein und deutlich kleiner als die Länge des Kopfes hinter den Augen. Das erste Antennenglied ist kurz und kürzer als die Distanz zwischen den Antennenbasen. Das zweite Antennenglied ist quer, das dritte etwas länger als das vierte und die übrigen Antennenglieder sind zylindrisch, aber basal verengt. Das Pronotum ist quer, die Seitenränder sind mehr oder weniger gerade und zum Ende hin leicht verbreitert. Der Hinterrand ist konvex, die mediane Längsfurche ist deutlich erkennbar. Die Elytren sind vom Chelidura-Typ, also nur als spangenartige Schuppen ausgebildet. Hinterflügel fehlen. Das Abdomen ist gut entwickelt, breit und die Seitenränder sind von oben betrachtet konvex. Die seitlichen Drüsenfalten auf dem 3. Tergit sind klein, diejenigen auf dem 4. Tergit groß. Das letzte Tergit der Männchen ist quer und die Scheibe besitzt zwei große, deutlich erkennbare, stumpfe Tuberkel nahe der Zangenwurzel. Das männliche Pygidium ist charakteristisch, sehr groß, breit, der Hinterrand ist abgeflacht und der lamellierte Hinterrand gekrümmt und nach oben gerichtet. Beide Zangenzweige des Männchens sind kurz, stark gekrümmt, mehr oder weniger zylindrisch im Querschnitt und die Innenränder besitzen mittig einen sehr kleinen Zahn. Die männlichen Genitalien besitzen eine typische zentrale Parameralplatte, die Virga innerhalb der Penisloben ist blätterartig, kurz und die basalen Vesikel sind stark sklerotisiert. Die externen Paramere sind voll entwickelt und haben stumpfe Enden. Die Weibchen ähneln den Männchen, aber die Zange ist einfach, abgeflacht und spitz zulaufend. Innerhalb der Männchen gibt es eine große Variabilität der Zangenform: Von stark gekrümmten Zangen mit einem großen zahnartigen Vorsprung im letzten Drittel, zwischen dem und der Zangenspitze ein längerer Bereich liegt, über leicht winkelig gekrümmte Zangen mit einem kleineren Vorsprung bis zu leicht rundlich gekrümmten Zangen ohne Vorsprung, aber mit ventralem Zahn. Das Pygidium ist je nach Form breiter oder schmaler und für die forma brachylabia ist auch ein Mitteltuberkel am zentralen Hinterrand des Pygidiums bekannt, der nach hinten zeigt.
Die Beschreibung des Synonyms Chelidura carpathica erfolgte durch Steinmann wie folgt: 
Die Körperlänge beträgt einschließlich der Zangen 12 mm. Die generelle Färbung ist gelbbraun, der Kopf und die Beine sind einfarbig gelb, die Antennen hell gelbbraun, das Pronotum in der Mitte braun und an den Seitenrändern gelblich. Das Mesonotum, Metanotum und letzte Tergit sind dunkelbraun mit rötlichgelber Schattierung. Der vergleichsweise große Kopf ist etwas breiter als die Länge des Pronotums, die postfrontalen und coronalen Nähte sind vorhanden, der Occiput (hinterer Teil des Kopfes) weist eine kleine rundliche Eindrückung in der Mitte auf und der Hinterrand des Kopfes ist gebogen. Die Augen sind klein, deutlich kürzer als die Länge der Genae (Kopfbereich hinter den Augen). Die Antennen bestehen aus mindestens 12 Gliedern, im Holotypus fehlen eventuell aber Glieder. Das erste Antennenglied ist lang, aber kürzer als der Abstand zwischen den Antennenbasen, das zweite ist quadratisch, das dritte länger als das vierte und zylindrisch. Das vierte Glied ist kurz und subzylindrisch. Das Pronotum ist breit, alle Ecken sind gerundet, die Seitenränder sind zum Ende hin leicht geweitet. Der Hinterrand ist gerundet, die mediane Längsfurche vorhanden. Die Elytren sind im Chelidura-Typ rudimentär und quer schuppenförmig. Das Abdomen verbreitert sich zum 8. Tergit und ist abgeflacht, die seitlichen Drüsenfalten auf den Tergiten 3 und 4 sind deutlich vorhanden. Das letzte Tergit ist breit, glatt und weist eine Eindrückung in der Mitte auf, nahe des Hinterrandes. Das Pygidium ist quer, der Hinterrand abgestutzt und mit einem sehr kleinen Tuberkel in der Mitte besetzt, der nach hinten zeigt. Das letzte Sternit ist einfach und zum Ende hin breit gerundet. Beide Zangenarme sind wenig gekrümmt, im Querschnitt an der Basis leicht dreieckig und dahinter zylindrisch. Der Innenrand besitzt basal einen ventralen Zahn. Die Genitalien sind voll entwickelt, die zentrale Parameralplatte breit, aber schmaler als die Breite der äußeren Paramere in der Mitte. Die Virga im Genitallobus ist kurz, blattartig, mit einem gut erkennbaren und stark sklerotisierten Basalvesikel. Die äußeren Paramere sind voll entwickelt, die Spitzen stumpf. Weibchen sind bisher nicht bekannt.

## Ähnliche Arten
In Südosteuropa kommen noch weitere Arten aus der Gattung Chelidura sowie den ähnlichen Gattungen Mesochelidura und Chelidurella vor. Von Mesochelidura chelmosensis aus Griechenland unterscheidet sich Mesochelidura apfelbecki durch das kleinere Pygidium. Chelidura transsilvanica besitzt keinen Zahn an der Zange, zudem ist die Virga der Genitalien vergleichsweise länger. Chelidurella acanthopygia ist schmaler gebaut und die männlichen Zangen sind dünner, weniger massiv gebaut und länger.

## Verbreitung
Das Verbreitungsgebiet beinhaltet das ehemalige Jugoslawien (und hier speziell Bosnien), das Semenic-Gebirge in Rumänien und Griechenland Für die Angabe Griechenland liegen nur wenige Literaturangaben und keine weiteren Angaben vor, während die Typuslokalität der Berg Trebević in Bosnien ist. Dieser gehört zur Jahorina. Die Typuslokalität des Synonyms Chelidura carpathica befindet sich im rumänischen Teil des Semenic-Gebirges in 1400 m Höhe. Es handelt sich vermutlich, wie bei anderen Arten der Gattungen Mesochelidura und Chelidura, um eine gebirgsbewohnende Art. Das zugehörige Gebirge ist im Nordwesten das Dinarische Gebirge und hier insbesondere das Bosnische Erzgebirge und im Osten sind es die Karpaten mit dem Semenic-Gebirge und eventuell den Serbischen Karpaten.

## Taxonomie
Die Art wurde 1907 von Franz Werner als Chelidura apfelbecki erstbeschrieben. Das Art-Epitheton ist ein Dedikationsname für den Zoologen Viktor Apfelbeck. Synonyme der Art lauten Chelidura reiseri Werner, 1907, Burriola apfelbecki Burr, 1911, Burriola reiseri Burr, 1911, Anechura (Borelliola) apfelbecki Maran, 1965, Anechura apfelbecki Popham & Brindle, 1968, Anechura reiseri Popham & Brindle, 1968, Maraniola apfelbecki Harz & Kaltenbach, 1976 und Anechura (Maraniola) apfelbecki Sakai, 1982. Auch die Schreibweisen Chelidoura apfelbecki und Chelidoura reiseri finden sich in der Literatur. Die Einordnung in die Gattung Mesochelidura erfolgte durch Kirstova et al. im Jahr 2020.
Das männliche Typus (Nomenklatur) befindet sich im Nationalmuseum von Bosnien und Herzegowina. Die Typuslokalität ist Bosnien. Für das Synonym Chelidura reiseri wird als Typuslokalität Jugoslawien angegeben.
Chelidura carpathica wurde 1993 von Henrik Steinmann und B. Kis in Steinmanns Buch Eudermaptera II erstbeschrieben. Das Typusexemplar, ein Männchen, wurde am 4. August 1961 von Kis gesammelt und befand sich in seiner Privatsammlung. 1994 synonymisierte Kis die beiden Arten.